# Lucien Lesna
Lucien Lesna (Le Locle, 11 ottobre 1863 – Évreux, 11 luglio 1932) è stato un ciclista su strada e pistard francese, vincitore di due edizioni consecutive della Parigi-Roubaix. Appassionato di motori e pilota di auto e motociclette durante la seconda parte di carriera, trovò la morte a seguito di un incidente motociclistico.

## Carriera
Nato in Svizzera da genitori francesi, iniziò in terra elvetica a praticare l'attività ciclistica, distinguendosi immediatamente per resistenza e tenacia. Nel 1890 si aggiudicò il campionato regionale della Svizzera romanda e l'anno seguente concluse al secondo posto il Tour du Lac Léman dietro Louis Masi.
Dal 1893 iniziò a partecipare anche alle corse in Francia ottenendo subito risultati e vittorie di prestigio fra cui spicca la massacrante Bordeaux-Parigi del 1894, gara di oltre cinquecento chilometri. Fu inoltre in questo periodo che cominciò ad avvicinarsi alla pista. Proprio l'attività su pista gli permise di fregiarsi del titolo di campione nazionale ed europeo nella specialità del mezzofondo e di ottenere ingaggi per gare ed esibizioni sia nel continente americano che in Australia.
Tornò alle corse su strada nel 1900 mettendo ancora in mostra il suo talento con due affermazioni consecutive nella Parigi-Roubaix ed un nuovo successo alla Bordeaux-Parigi. Nel 1902 prese parte alla prima ed unica edizione della Marsiglia-Parigi, gara, promossa dal giornale sportivo L'Auto-Vélo, definibile come la prima corsa a tappe visto che si snodava per un percorso di oltre novecento chilometri ed era suddivisa in due giorni di corsa, il 18 e 19 maggio. Lesna, preparatosi per battere Maurice Garin, suo grande rivale, che tuttavia diede forfait prima di partire per problemi fisici, riuscì ad aggiudicarsi una corsa durissima, funestata anche dalla morte del belga Charless Kerff, in 38 ore e 53 minuti, con oltre 7 ore di vantaggio su Rodolfo Muller e Pierre Chevalier.
Dopo questo successo decise di terminare la carriera ciclistica per dedicarsi al mondo dei motori.

## Palmarès

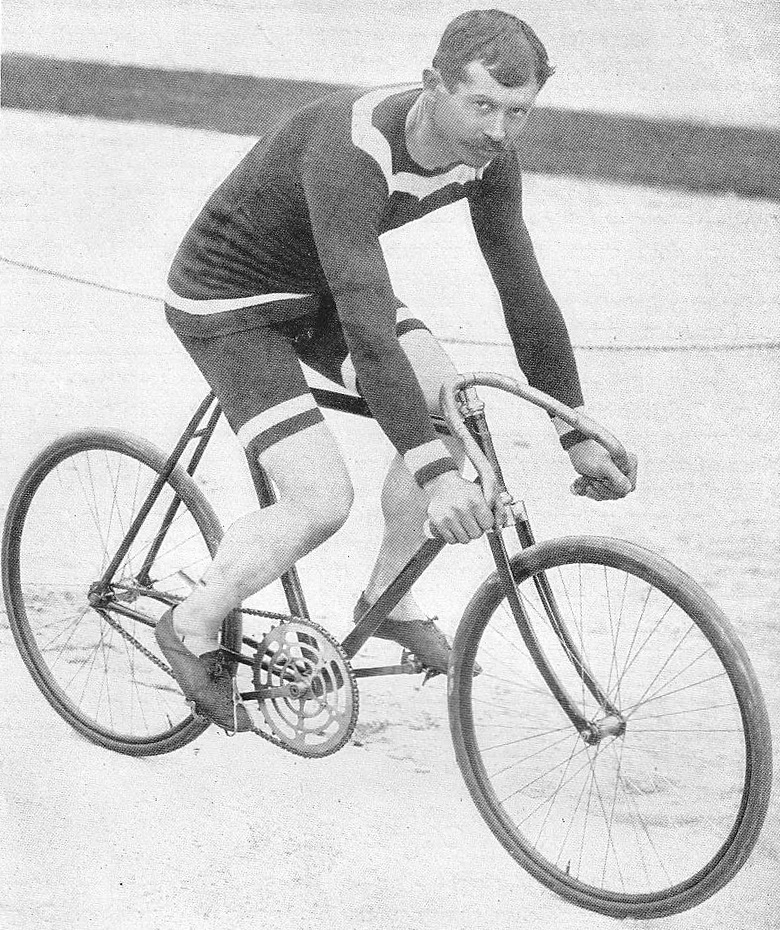
Lucien Lesna

### Strada
- 1890 (individuale, una vittoria)

Campionato regionale della Svizzera romanda
- 1894 (individuale, quattro vittorie)

Bordeaux-Parigi
Parigi-Saint Malo
Parigi-Bar le Duc
Basilea-Strasburgo
- 1901 (individuale, due vittorie)

Parigi-Roubaix
Bordeaux-Parigi
- 1902 (individuale, due vittorie)

Parigi-Roubaix
Classifica generale Marsiglia-Parigi

### Pista
- 1895

Campionati francesi, Mezzofondo
- 1896

Campionati europei, Mezzofondo
- 1898

Campionati europei, Mezzofondo

## Piazzamenti

### Classiche monumento
- Parigi-Roubaix

1901: vincitore
1902: vincitore